# Union des mutilés et anciens combattants
L'Union des mutilés et anciens combattants est une association qui regroupait les anciens soldats algériens ayant participé à la Première Guerre mondiale.
Ce sont quelque 175 000 soldats, sous-officiers et officiers algériens qui ont pris une part déterminante aux combats lors de la Grande guerre, au cours de laquelle 26 000 d’entre eux ont perdu la vie.

## Département d'Alger
Durant la Première Guerre mondiale, les soldats algériens du département d'Alger ont été embrigadés dans les six arrondissements de Tizi Ouzou, d'Aumale (Sour El Ghozlane), d'Orléansville (Chlef), de Miliana, de Médéa et de Blida.
À la fin de cette guerre, les soldats rescapés du département d'Alger se sont organisés en deux associations : l'Amicale des mutilés du département d'Alger et l'Association des mutilés et réformés de guerre de l'Afrique du Nord.
L'amicale des mutilés du département d'Alger a été affiliée à la Fédération des mutilés de l'Afrique du Nord.
En 1918, Paul Privat est président de l'Amicale des mutilés du département d'Alger qui compte 800 mutilés. Il est mis à la retraite en 1956, après être resté secrétaire général de l'Office départemental des mutilés d'Alger depuis 1935.
Cet Office départemental des mutilés d'Alger a été créé par les circulaires des 20 mars, 21 mars et 31 juillet 1916.

### Arrondissement d'Alger
|     | Prénom et nom              | Corps      |     | Prénom et nom         | Corps      |
| 1er | Abderahmane Boushaki       | Tirailleur | 2e  | Ahmed Djenadi         | Tirailleur |
| 3e  | Abdelkader Delleci         | Tirailleur | 4e  | Saïd Chibani          | Tirailleur |
| 5e  | Mohamed Saïd Cherat        | Tirailleur | 6e  | Mohamed Chehili       | Tirailleur |
| 7e  | Mohamed Brik               | Tirailleur | 8e  | Mohand Bouzid         | Tirailleur |
| 9e  | Rabah Bouteldja            | Tirailleur | 10e | Slimane Bousahoua     | Tirailleur |
| 11e | Ali Bouri                  | Tirailleur | 12e | Ali Bouketaïa         | Tirailleur |
| 13e | Ahmed Boulmehrezène        | Tirailleur | 14e | Abdelkader Bouhassoun | Tirailleur |
| 15e | Mohamed Ameziane Boufellah | Tirailleur | 16e | Abdallah Boudjerda    | Tirailleur |
| 17e | Mohamed Boudjela           | Tirailleur | 18e | Rabah Benzerga        | Tirailleur |
| 19e | Ahmed Bensafi              | Tirailleur | 20e | Amar Alouache         | Tirailleur |

### Arrondissement de Tizi Ouzou

#### Soldats permissionnaires en 1917
|     | Prénom et nom    | Corps                                        |     | Prénom et nom      | Corps                                            |
| 1er | Gaston Alzingre  | Marin                                        | 2e  | Robert Andréoni    | Artillerie                                       |
| 3e  | François Barthet | Brigadier artillerie                         | 4e  | Mohamed Belhocine  | Aspirant au 9e régiment de tirailleurs algériens |
| 5e  | Bernard          | Lieutenant artillerie                        | 6e  | Léon Bessou        | Adjudant train                                   |
| 7e  | Auguste Blondel  | Marin                                        | 8e  | Marcel Bousquet    | Fusilier marin                                   |
| 9e  | A. Bru           | 19e régiment du génie sur le front de France | 10e | François Caratala  | Tirailleur                                       |
| 11e | Adrien Casanova  | Sergent-major tirailleur                     | 12e | François Cavagnéro | Chasseur d'Afrique                               |

#### Union des mutilés et anciens combattants de l'arrondissement de Tizi Ouzou
Le 2 avril 1926, l'ancien aspirant Mohamed Belhocine, décoré de la Légion d'honneur et de médailles militaires, est désigné comme vice-président dans le nouveau bureau de l'union des mutilés et anciens combattants de l'arrondissement de Tizi Ouzou.
Dans cette réunion générale annuelle du 2 avril 1926, M. Sauter, croix de guerre, médaille militaire, est nommé membre d'honneur.
Le nouveau bureau de l'année 1926 est le suivant:
- président, G. Champalle ;
- vice-présidents, Alphonse Galli, Farny, Léon Cavagnéro et Mohamed Belhocine ;
- secrétaire, Lucien Mouraille ;
- secrétaire-adjoint, Antoine Habrant ;
- trésorier, Bonnet ;
- trésorier-adjoint, Dubus ;
- assesseurs: Campredon, Gras, Vassalo, Marty, Choubanne[13].

## Département de Constantine
Durant la Première Guerre mondiale, les soldats algériens du département de Constantine étaient embrigadés dans ses arrondissements. À la fin de cette guerre, les soldats rescapés du département de Constantine se sont organisés en une association, l'Amicale des mutilés du département de Constantine, affiliée à la Fédération des mutilés de l'Afrique du Nord.

## Département d'Oran
Durant la Première Guerre mondiale, les soldats algériens du département d'Oran étaient embrigadés dans ses arrondissements. À la fin de cette guerre, les soldats rescapés du département d'Oran se sont organisés en une association, l'Amicale des mutilés du département d'Oran affiliée à la Fédération des mutilés de l'Afrique du Nord.
En 1920, Léon Colin est président de l'union Les mutilés d'Oran. Il avait participé à la campagne contre l'Allemagne où il a été plusieurs fois blessé. Il a été décoré de la médaille militaire.

## JournalLe mutilé de l'Algérie

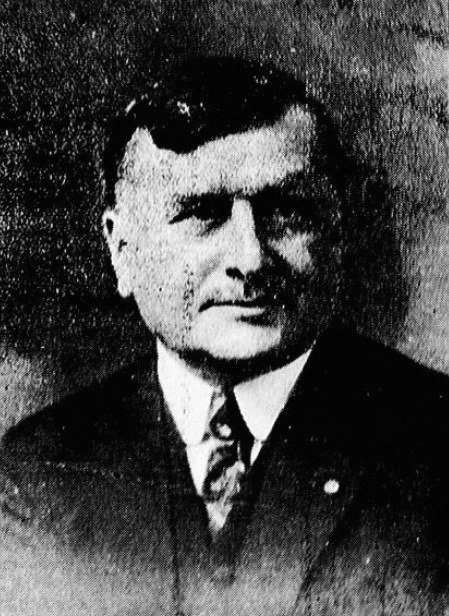
Photographie de Jules Molle, député-maire d'Oran, publiée dans Le Mutilé de l'Algérie en 1930.

Les anciens soldats algériens rescapés de la Première Guerre mondiale avaient un journal intitulé Le mutilé de l'Algérie qui s'intéressait aux mutilés, réformés et blessés de guerre originaires de l'Afrique du Nord.
Ce journal a été édité à Alger de 1916 jusqu'en 1938.

## JournalLa tranchée
Les anciens soldats algérois rescapés de la Première Guerre mondiale avaient un journal intitulé La tranchée qui était le journal officiel de l'Amicale des mutilés et anciens combattants du département d'Alger.
Ce journal a été édité à Alger de 1928 jusqu'en 1940.